# Mia Mulder
Mia Mulder (ur. 24 kwietnia 1993) – szwedzka aktywistka, była polityczka i YouTuberka. Kanał Mulder na YouTube skupia się na ogólnych tematach historycznych, społecznych i politycznych oraz na prawach osób transpłciowych. Do kwietnia 2022 r. kanał Mulder na YouTube przekroczył 100 000 subskrybentów, zdobywając srebrną nagrodę. W latach 2022-2025 pełniła urząd radnej miasta Sollentuna z ramienia Vänsterpartiet (Partia Lewicy). O sobie piszę, że jest „wszechstronną przedsiębiorczynią głęboko zaangażowaną w tworzenie pozytywnych zmian w społeczeństwie poprzez wieloaspektową karierę obejmującą politykę, zaangażowanie społeczne i tworzenie treści”.

## Wczesne życie
Mia Mulder urodziła się i wychowała się w Sandhult w gminie Borås w Västergötland, w okręgu Västra Götaland w Szwecji. Uczyła się w Sven Eriksonsgymnasiet w Borås. W latach 2012–2014 studiowała historię („historia A, B i C”; „Historia gospodarcza A i B”; „Historia nauki i idei A, B i C”) na Uniwersytecie w Uppsali. Napisała pracę licencjacką pod tytułem Varför krav för alla alltid?: En analys av motiveringen bakom tvångssteriliseringen av transpersoner 1972–2012 przetłumaczoną na angielski jako Why demands on everyone, all the time? An analysis of the motivation behind the forced sterilization of trans people between 1972–2012. Poza studiowaniem działała w studenckim związku historyków oraz w ogólnym związku studentów w Uppsali. Studiowała także aktorstwo, w związku z czym dostała propozycję zagrania w filmie Dziewczyna z portretu (The Danish Girl). Miała zagrać postać epizodyczną wchodzącą w interakcję z główną bohaterką na ok. minutę, jednak ostatecznie nie otrzymała angażu. Mulder pracowała także jako modelka modowa i edukatorka LGBTQ+, zanim skupiła się na aktywizmie.

## Aktywizm, polityka i praca publiczna w samorządzie
Latem 2016 r. Mulder współzałożyła Transförsvaret, grupę aktywistów na rzecz promowania praw osób transpłciowych w Szwecji i przewodniczyła jej, koncentrując się na opiece zdrowotnej. Grupa opublikowała trzynaście żądań lepszej opieki medycznej i prawnej osób transpłciowych i interseksualnych w Szwecji, a także innych osób LGBT+ i uchodźców.
Dwudziestego pierwszego listopada 2016 r. grupa ponad 60 aktywistów Transförsvaret zorganizowała okupację biur szwedzkiej Krajowej Rady ds. Zdrowia i Opieki Społecznej (Socialstyrelsen), żądając zaprzestania klasyfikacji osób transpłciowych jako chorych psychicznie. Inspirowali się podobną akcją przeprowadzoną przez osoby homoseksualne w 1979 roku. Działacze usiłowali nawiązać negocjację z pracownikami Zarządu i pozostali w biurach przez siedem godzin, aż do końca dnia pracy, kiedy zostali wyprowadzeni przez policję. W swoim artykule w Sztokholmskim „Fria Tidning” Mulder napisała, że protest zyskał poparcie kilku innych organizacji, wyraziła jednak frustrację z powodu braku zmian i potwierdziła swoje przekonanie o konieczności obywatelskiego nieposłuszeństwa. W styczniu 2017 r. grupa zorganizowała kolejny protest przed Krajową Radą Zdrowia i Opieki Społecznej, ale policja uniemożliwiła im wejście.
We wrześniu 2022 roku Mia Mulder wystartowała w wyborach do Rady Miejskiej w mieście Sollentuna w regionie sztokholmskim. W wywiadzie dla „Rött” powiedziała, że w poprzednich latach nie była poważnie zaangażowana w życie partyjne Vänsterpartiet, ale po przeprowadzce do Sollentuny jesienią 2021 roku przyjęła propozycję wystawienia swojej kandydatury. Kwestią przyczyniającą się do jej startu w wyborach był sprzeciw wobec prywatyzacji rynku mieszkaniowego. Na liście partyjnej wpisano ją na trzecim miejscu. Głosowanie odbyło się 11 września 2022 roku, razem z wyborami parlamentarnymi, i Mulder dostała 100 głosów tym samym otrzymując czteroletni mandat radnej. W Sollentunie oddano łącznie 44 837 ważnych głosów, na Vänsterpartiet zagłosowało 6,13%, dało to tej partii cztery miejsca w 61-osobowej radzie, znaleźli się więc w opozycji. Mulder pełni funkcję liderki grupy partyjnej i jest członkinią Zarządu Miejskiego (Kommunstyrelsen). Jest też członkinią Komitetu Roboczego Samorządu Miejskiego (Kommunstyrelsens Arbetsutskott), Komitetu Miejskiego (Kommunfullmäktige), zastępczynią w Komitecie Wyborczym(Valberedning) i w Komisji Ziemi i Eskloatacji (Kommunstyrelsens Mark- och Exploateringsutskott), przedstawicielką w zgromadzeniu Stowarzyszenia Gmin Storsthlm (Kommunförbunder Storsthlm-Ombud till förbundsmöte) oraz zastępczynią (Suppleant) w spółce miejskiej Sollentuna Stadshus AB.
Swą pracę w radzie Mulder opisuję tak: „Kierując się silną lewicową ideologią, staram się coś zmienić i zaproponować postępowe rozwiązania dla naszej gminy. Jako radna opozycji jestem zaangażowana w rzucanie wyzwania obecnemu krajobrazowi politycznemu i pracę na rzecz bardziej włączającej i sprawiedliwej przyszłości. Moja praca jako radnej opozycji oznacza, że na bieżąco przeglądam i kwestionuję decyzje, które mają wpływ na naszych obywateli. Poświęcam się rozwijaniu polityk promujących sprawiedliwość społeczną, równość i postępowe podejście do kwestii mających wpływ na nasze społeczeństwo.”
W roku 2023 złożyła interpelacje do przewodniczącej Komisji Zdrowia i Opieki Społecznej Anny-Leny Johansson (Liberalerna) w sprawie odrzucenia wniosku o miejsca w domu opieki, w sprawie regulaminu spółki miejskiej SOLOM. W tym samym roku złożyła interpelacje przewodniczącego Zarządu Gminy Henrika Thunesa w sprawie Lenalundsgården, złożyła wniosek w sprawie otwarcia wniosków obywatelskich w gminie Sollentuna, Razem z Marią Wånggren Sallah z Vänsterpartiet złożyła interpelację skierowaną do przewodniczącego Rady ds. Zdrowia i Opieki w sprawie ciągłości personelu i liczby wizyt w placówkach opieki domowej. Latem 2023 roku Mia Mulder złożyła wniosek o finansowanie darmowych śniadań dla dzieci w szkołach argumentując to potrzebą desegregacji uczniów, w grudniu 2023 roku wniosek został odrzucony.
Na początku maja 2023 roku Mia Mulder razem z dziesięcioma innymi samorządowcami z Vänsterpartiet podpisała list otwarty przeciwko zwolnieniom konduktorów i całej polityce cięć na szwedzkiej kolei oraz żądając równego dostępu do komunikacji publicznej dla wszystkich w prowincji. List został opublikowany w gazecie lokalnej „Mitti”.
W sierpniu 2023 roku szwedzki rząd przedstawił zakres zadań, w wyniku których miał zostać sformułowany projekt ustawy o obowiązkowym raportowaniu (Angiverilagen). Podstawowa idea jest taka, że wszyscy pracownicy rządowi (np. przedszkolanki lub pielęgniarki w placówkach publicznych) oraz władze samorządowe miałyby obowiązek nie tylko zgłaszania osób imigranckich przebywających na terenie Szwecji bez wymaganych dokumentów, ale również sprawdzenie czy dana osoba takowe dokumenty posiada jeśli zajdzie podejrzenie, że ich nie posiada. Projekt spotkał się w powszechną krytyką w kraju, pracownicy publiczni, lekarze czy nauczyciele uważali, że nie jest ich zadaniem prowadzenie śledztw czy ktoś przebywa w Szwecji legalnie czy nie. Krytyczna wobec tych działań rządu była też Mia Mulder. W Sollentunie na posiedzeniu Zarządu Miejskiego (Kommunstyrelsen) z 15 kwietnia 2024 roku głosami Partii Lewicy, Socjaldemokratów, Partii Zielonych i Partii Centrum przegłosowano stosunkiem głosów 8 do 7 wysłanie listu protestacyjnego do Sztokholmu.
W roku 2024 jej działalność w Radzie Miejskiej obejmowała: wnioski złożone razem z Francisco Corzo (Vänsterpartiet) w sprawie prośby o cyfrowy raport miejski Hemtjänstindex Rady ds. Zdrowia i Opieki Społecznej w sprawie renowacji Gillbogården i przywrócenia mu funkcji domu spokojnej starości. Wniosek złożony razem z Britt Stålhandske (Socialdemokratiska arbetarpartiet), Ingrid Måhl (Miljöpartiet de Gröna), Freddie Lundqvist (Socialdemokratiska arbetarpartiet), Francisco Corzo i Agnetę Garnström (Miljöpartiet de Gröna) w sprawie środków mających na celu ograniczenie oszczędności w opiece domowej wniosek w sprawie zbadania sprawy przejęcia działalności AB SOLOM pod auspicjami władz miejskich. Interpelację złożone razem z Marią Wånggren Sallah skierowaną do przewodniczącej Rady Oświatowej Soley Aksöz Lithborn (Moderata samlingspartiet) w sprawie animatorów czasu wolnego i edukatorów czasu wolnego, do przewodniczącej Komisji ds. Zdrowia i Opieki Społecznej w sprawie wspomagania dla osób starszych, skierowaną do przewodniczącej Rady Oświatowej w sprawie doradców szkolnych. Wniosek w sprawie obniżenia czesnego w szkole kulturalnej Sollentunie. Interpelacje do przewodniczącej Rady Oświatowej i przewodniczącej Rady ds. Zdrowia i Opieki Społecznej w sprawie zapobiegania samobójstwom, wniosek w sprawie gwarantowanych miejsc w kwaterach specjalnych dla osób powyżej 85. roku życia.
W 2024 roku szwedzkie Ministerstwo Sprawiedliwości procedowało projekt zmian w kodeksie karnym mające na celu m.in. zaostrzenie kar za napaść i groźby wobec funkcjonariuszy publicznych(z dwóch do trzech lat więzienia), rozszerzenie zakresu gróźb by obejmowały nie tylko groźby wobec pracowników publicznych, ale również grożenie popełnienia innych przestępstw oraz ustanowienie nowego przestępstwa znieważenia urzędnika państwowego. W czasie posiedzenia Zarządu Miejskiego (Kommunstyrelsen) Mia Mulder w imieniu swojej partii dopisała notatkę do protokołu gdzie skrytykowała idee karania znieważenia pracowników publicznych jako przestępstwa, ponieważ może to doprowadzić do nadużywania władzy przez policjantów i ograniczenia wolności słowa. Jej interwencja poskutkowała tym, że w opinii przesłanej do Ministerstwa Sprawiedliwości Zarząd Miejski stwierdził, że „Biorąc pod uwagę różne grupy docelowe działań władz miejskich, wśród pracowników konieczna jest także pewna tolerancja i zrozumienie.”, jednak poza tym zastrzeżeniem Zarząd wyraził się pozytywnie o proponowanych zmianach w prawie.
11 maja 2024 roku w czasie kongresu Vänsterpartiet w Jönköping Mulder postulowała zmianę programu partii w obszarze polityki narkotykowej z polityki zerowej tolerancji do dekryminalizacji. Jednak zamiast tego większość delegatów zagłosowała za przyjęciem polityki ograniczania szkód.
Mulder uczestniczyła w kampanii wyborczej do Parlamentu Europejskiego w 2024 roku wspierając kampanię jednego z kandydatów jej partii. W skali całego kraju Vänsterpartiet zdobyła 10,9% głosów i dwa mandaty co stanowi niemal podwojenie stanu posiadania w porównaniu z poprzednią kadencją. W samej Sollentunie Partia Lewicy zdobyła 8% głosów. Mia Mulder wyraziła zadowolenie i radość z tych wyników zarówno lokalnych, jak i ogólnokrajowych.
W 2024 roku Mia Mulder zaczęła rezygnować z części obowiązków we władzach miejskich z powodu przeprowadzki do Francji, a w lutym 2025 roku zrezygnowała z przewodnictwa grupie partyjnej w radzie miejskiej i uczestniczenia w posiedzeniach rady, ostatni raz brała udział w posiedzeniu 20 lutego 2025 roku.

## Kariera w Internecie
W latach 2014–2017 Mulder pisała bloga „Trans och annat” gdzie pisała recenzje filmów, seriali, gier komputerowych, o swoim doświadczeniu bycia osobą transpłciową oraz jeden wiersz.
Swój główny kanał na YouTube stworzyła 18 maja 2014 roku, gdzie początkowo publikowała materiały w języku szwedzkim. Pierwszy film anglojęzyczny Making fun of Alt right fashion sense opublikowała 12 stycznia 2018 roku. W lutym 2025 roku jej główny kanał liczył 160 tys. subskrypcji. Jej drugi kanał “MiaMulderLive” powstał 30 sierpnia 2014 roku i służy głównie do interakcji z widzami oraz publikowania nagrań jej let’s playów na Twitchu. W lutym 2025 roku kanał ten liczył 2,89 tys. subskrybentów.
Od stycznia 2021 roku współprowadzi podcast „Leechfest” razem z Ralucą „Salem” Munteanu skupiający się na historii medycyny.
Od września 2020 roku publikuje swoje materiały również na platformie Nebula.

## Życie osobiste
W latach 2021–2024 Mia Mulder mieszkała w Sollentuna, w dzielnicy Edsberg. Latem 2024 roku przeprowadziła się do miasta Miluza w departamencie Górny Ren we Francji. Jest biseksualną transpłciową kobietą i monogamistką.